# روبر وارناژو
روبر وارناژو (به فرانسوی: Robert Varnajo‎؛ ۱ مهٔ ۱۹۲۹ – ۱۳ فوریهٔ ۲۰۲۴) دوچرخه‌سوار جاده ای اهل فرانسه بود. او در اوایل کار خود برندهٔ برخی مسابقات جاده ای از جمله تور دو فرانس ۱۹۵۴ شد.
از باشگاه‌هایی که وی در آن‌ها عضو بوده‌است، می‌توان تیم دوچرخه‌سواری سن-رافائل را نام برد.
وی در مسابقات کشوری و بین‌المللی در مجموع برندهٔ ۱ مدال نقره شد.